# Alexander Nilsson (calciatore 1992)
Georgios Alexander Nilsson Likourentzos (Malmö, 23 ottobre 1992) è un ex calciatore svedese, di ruolo attaccante.

## Biografia
È nato a Malmö da padre greco e madre svedese.

## Carriera

### Club

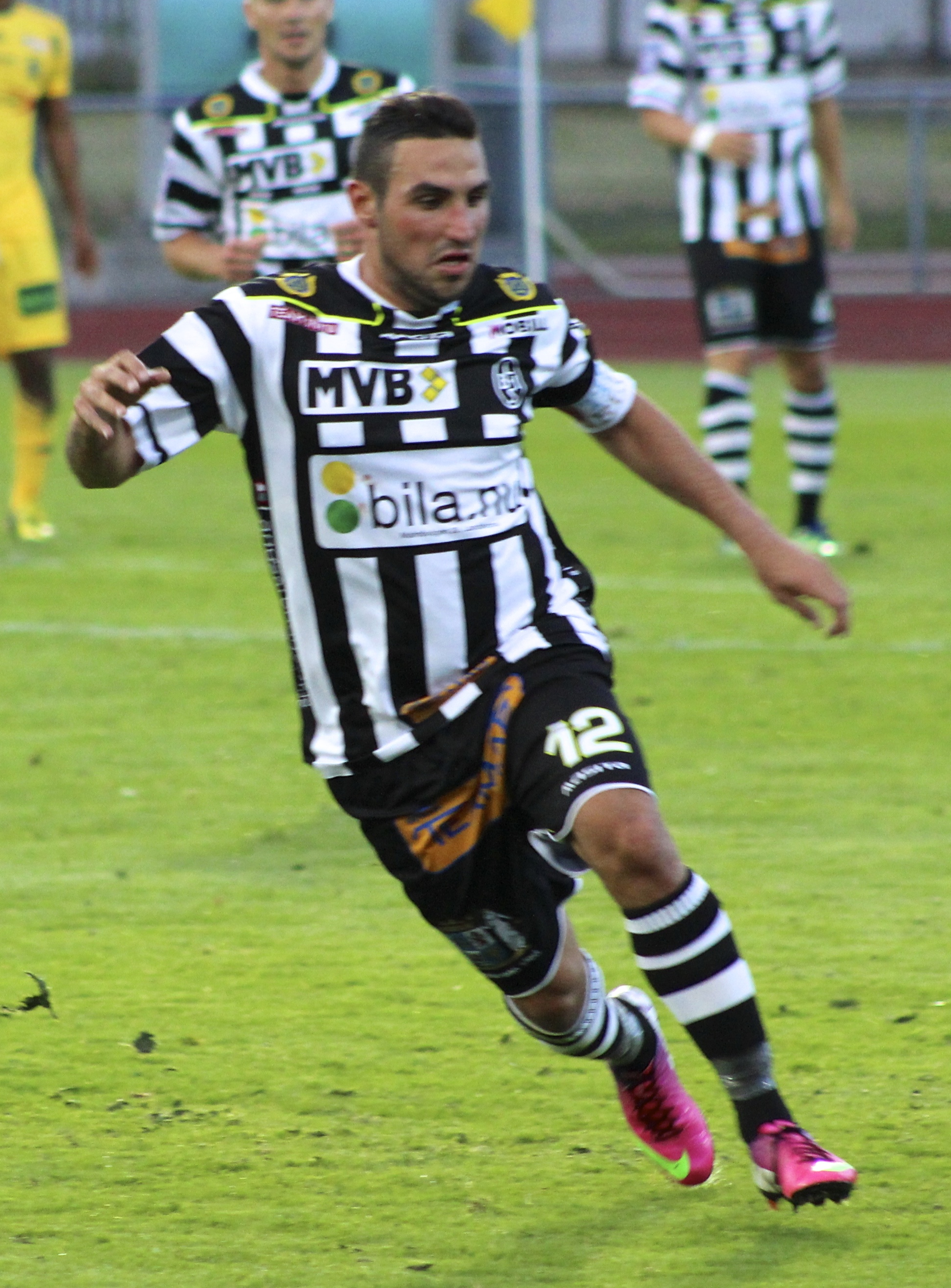
Nilsson al Landskrona BoIS nel 2013

Con la maglia del Malmö FF ha esordito giovanissimo in Allsvenskan, essendo subentrato nel corso di Elfsborg-Malmö FF del 17 settembre 2008, quando doveva ancora compiere i 16 anni di età. Quella è stata anche la sua unica presenza stagionale, poi nel 2009 è passato in prestito all'IFK Malmö in Division 2, nella quarta serie nazionale.
Rientrato al Malmö FF, ha giocato tre partite del campionato di Allsvenskan 2010, quattro partite dell'Allsvenskan 2011, per poi trovare più spazio nell'edizione 2012, quando le presenze sono state 17 (partendo perlopiù dalla panchina) con due reti all'attivo.
Successivamente, per gli ultimi due anni che lo separavano dalla scadenza contrattuale, è stato prestato rispettivamente al Landskrona BoIS nel campionato di Superettan e al Trelleborg in Division 1.
Nel gennaio del 2015 il ventiduenne Nilsson, rimasto svincolato, ha accettato l'offerta dei maltesi del Qormi con un contratto fino all'estate del 2016. Dopo aver accusato il club di non avergli corrisposto alcune mensilità, ha lasciato il Qormi al termine del primo anno di permanenza, ma ha continuato a giocare nell'isola mediterranea anche in seguito con l'ingaggio da parte del Tarxien Rainbows.
Il 2 agosto 2017 è stato oggetto di uno scambio di prestiti che ha portato lo svedese dal Tarxien al Birkirkara e l'attaccante James Brincat a fare il percorso inverso. Dopo la seconda giornata del campionato 2017-2018, tuttavia, è stato esonerato l'allenatore Peter Pullicino che Nilsson aveva trovato al momento del suo arrivo. L'attaccante di Malmö ha collezionato in tutto cinque presenze fino a dicembre, poi è approdato in prestito all'Hamrun Spartans allenato da Jacques Scerri, tecnico che lo aveva già guidato durante i primi mesi al Tarxien. Nel luglio 2019 ha firmato con il Qrendi FC, squadra della seconda serie maltese.

### Nazionale
Ha giocato nelle nazionali giovanili svedesi Under-17 ed Under-19.